# Julio Festo (tribuno militar)
Julio Festo (en latín: Iulius Festus, su praenomen no se conoce) fue un miembro vivo de la caballería romana, équites, del siglo II.
Un diploma militar, fechado el 23 de marzo de 178 prueba que Festo era tribuno en la Cohors I Flavia Numidarum, que estaba ubicada en la provincia de Licia y Panfilia en ese momento.
Debe ser un antepasado de Julio Festo Himecio y uno de sus posibles antepasados fue Tiberio Julio Festo.